# Férfi kajak négyes 1000 méter a 2005. évi nyári európai ifjúsági olimpiai fesztiválon
A 2005. évi nyári európai ifjúsági olimpiai fesztiválon a férfi kajak négyes 1000 méteres futamokat július 4.-én és július 5.-én rendezték San Giorgio di Nogaróban.

## Előfutamok
| 1. futam | 1. futam | 1. futam                                                             | 1. futam | 1. futam |
| H        | P        | Nemzet                                                               | Idő      | Mj       |
| -------- | -------- | -------------------------------------------------------------------- | -------- | -------- |
| 1.       | 4.       | Portugália                                                           | 03:19,00 | QF       |
| 1.       | 4.       | Fernando Pimenta Jorge Castro Joao Ribeiro Pedro Moura               | 03:19,00 | QF       |
| 2.       | 6.       | Oroszország                                                          | 03:19,96 | QF       |
| 2.       | 6.       | Artem Kononyuk Maxim Kuznetsov Maxim Shakhvorostov Nikolay Savchenko | 03:19,96 | QF       |
| 3.       | 5.       | Románia                                                              | 03:21,01 | QF       |
| 3.       | 5.       | Daniel Daniel George Razesu Bogdan Mada Ionut Alexandru Mitrea       | 03:21,01 | QF       |
| 4.       | 7.       | Szlovákia                                                            | 03:23,04 | QS       |
| 4.       | 7.       | Csepy Tamás Tóth Zoltán Jakubik Gábor Viszlay Boris                  | 03:23,04 | QS       |
| 5.       | 2.       | Szerbia és Montenegró                                                | 03:28,34 | QS       |
| 5.       | 2.       | Marko Novakovic Mihailo Milanovic Filip Kukic Boris Tomka            | 03:28,34 | QS       |
| 6.       | 8.       | Egyesült Királyság                                                   | 03:28,35 | QS       |
| 6.       | 8.       | Nathan Ede Ashley Owen William Edwa Rutherford Neil Williams         | 03:28,35 | QS       |
| 7.       | 3.       | Bulgária                                                             | 03:38,60 | QS       |
| 7.       | 3.       | Tunay Mutaf Mario Kirchev Gencho Genchev Miroslav Kirchev            | 03:38,60 | QS       |

| 2. futam | 2. futam | 2. futam                                                                                               | 2. futam | 2. futam |
| H        | P        | Nemzet                                                                                                 | Idő      | Mj       |
| -------- | -------- | --- | -------- | -------- |
| 1.       | 8.       | Moldova                                                                                                | 03:19,59 | QF       |
| 1.       | 8.       | Maxim Melnicenco Vasile Pogreban Denis Sergheev Dmitri Subbotin                                        | 03:19,59 | QF       |
| 2.       | 6.       | Olaszország                                                                                            | 03:22,22 | QF       |
| 2.       | 6.       | Francesco Prenna Roberto Annarumma Nicola Dall'acqua Carlo Ceciliato                                   | 03:22,22 | QF       |
| 3.       | 3.       | Dánia                                                                                                  | 03:24,57 | QF       |
| 3.       | 3.       | Nikolaj Aleksander Dagnæs-Hansen Emil Rosenkrands Irgens Jonas Bro Madsen Emil Christian Stær Simensen | 03:24,57 | QF       |
| 4.       | 5.       | Magyarország                                                                                           | 03:28,33 | QS       |
| 4.       | 5.       | Varga Kálmán Péter Kristóf Németh Tamás Pélyi Dávid                                                    | 03:28,33 | QS       |
| 5.       | 4.       | Lettország                                                                                             | 03:30,19 | QS       |
| 5.       | 4.       | Andrejs Novikas Gints Veinbergs Martins Biziks Toms Smirnovs                                           | 03:30,19 | QS       |
| 6.       | 7.       | Svájc                                                                                                  | 03:47,75 | QS       |
| 6.       | 7.       | Fabian Eberle Felix Bernet Nicolas Müller Jacob Frey                                                   | 03:47,75 | QS       |

## Elődöntő
| H  | P  | Nemzet                                                       | Idő      | Mj |
| -- | -- | ------------------------------------------------------------ | -------- | -- |
| 1. | 4. | Magyarország                                                 | 03:17,99 | QF |
| 1. | 4. | Varga Kálmán Péter Kristóf Németh Tamás Pélyi Dávid          | 03:17,99 | QF |
| 2. | 5. | Szlovákia                                                    | 03:18,03 | QF |
| 2. | 5. | Csepy Tamás Tóth Zoltán Jakubik Gábor Viszlay Boris          | 03:18,03 | QF |
| 3. | 6. | Szerbia és Montenegró                                        | 03:22,88 | QF |
| 3. | 6. | Marko Novakovic Mihailo Milanovic Filip Kukic Boris Tomka    | 03:22,88 | QF |
| 4. | 2. | Egyesült Királyság                                           | 03:23,45 |    |
| 4. | 2. | Nathan Ede Ashley Owen William Edwa Rutherford Neil Williams | 03:23,45 |    |
| 5. | 3. | Lettország                                                   | 03:28,08 |    |
| 5. | 3. | Andrejs Novikas Gints Veinbergs Martins Biziks Toms Smirnovs | 03:28,08 |    |
| 6. | 8. | Bulgária                                                     | 03:29,93 |    |
| 6. | 8. | Tunay Mutaf Mario Kirchev Gencho Genchev Miroslav Kirchev    | 03:29,93 |    |
| 7. | 7. | Svájc                                                        | 03:46,32 |    |
| 7. | 7. | Fabian Eberle Felix Bernet Nicolas Müller Jacob Frey         | 03:46,32 |    |

## Döntő
| H     | P  | Nemzet                                                                                                 | Idő      | Mj |
| ----- | -- | --- | -------- | -- |
| Arany | 8. | Magyarország                                                                                           | 03:30,09 |    |
| Arany | 8. | Varga Kálmán Péter Kristóf Németh Tamás Pélyi Dávid                                                    | 03:30,09 |    |
| Ezüst | 3. | Oroszország                                                                                            | 03:31,07 |    |
| Ezüst | 3. | Artem Kononyuk Maxim Kuznetsov Maxim Shakhvorostov Nikolay Savchenko                                   | 03:31,07 |    |
| Bronz | 4. | Moldova                                                                                                | 03:22,88 |    |
| Bronz | 4. | Maxim Melnicenco Vasile Pogreban Denis Sergheev Dmitri Subbotin                                        | 03:22,88 |    |
| 4.    | 5. | Portugália                                                                                             | 03:34,75 |    |
| 4.    | 5. | Fernando Pimenta Jorge Castro Joao Ribeiro Pedro Moura                                                 | 03:34,75 |    |
| 5.    | 7. | Románia                                                                                                | 03:35,24 |    |
| 5.    | 7. | Daniel Daniel George Razesu Bogdan Mada Ionut Alexandru Mitrea                                         | 03:35,24 |    |
| 6.    | 2. | Dánia                                                                                                  | 03:36,06 |    |
| 6.    | 2. | Nikolaj Aleksander Dagnæs-Hansen Emil Rosenkrands Irgens Jonas Bro Madsen Emil Christian Stær Simensen | 03:36,06 |    |
| 7.    | 1. | Szlovákia                                                                                              | 03:37,74 |    |
| 7.    | 1. | Csepy Tamás Tóth Zoltán Jakubik Gábor Viszlay Boris                                                    | 03:37,74 |    |
| 8.    | 6. | Olaszország                                                                                            | 03:39,19 |    |
| 8.    | 6. | Francesco Prenna Roberto Annarumma Nicola Dall'acqua Carlo Ceciliato                                   | 03:39,19 |    |
| 9.    | 9. | Szerbia és Montenegró                                                                                  | 03:40,19 |    |
| 9.    | 9. | Marko Novakovic Mihailo Milanovic Filip Kukic Boris Tomka                                              | 03:40,19 |    |